# Jason Statham

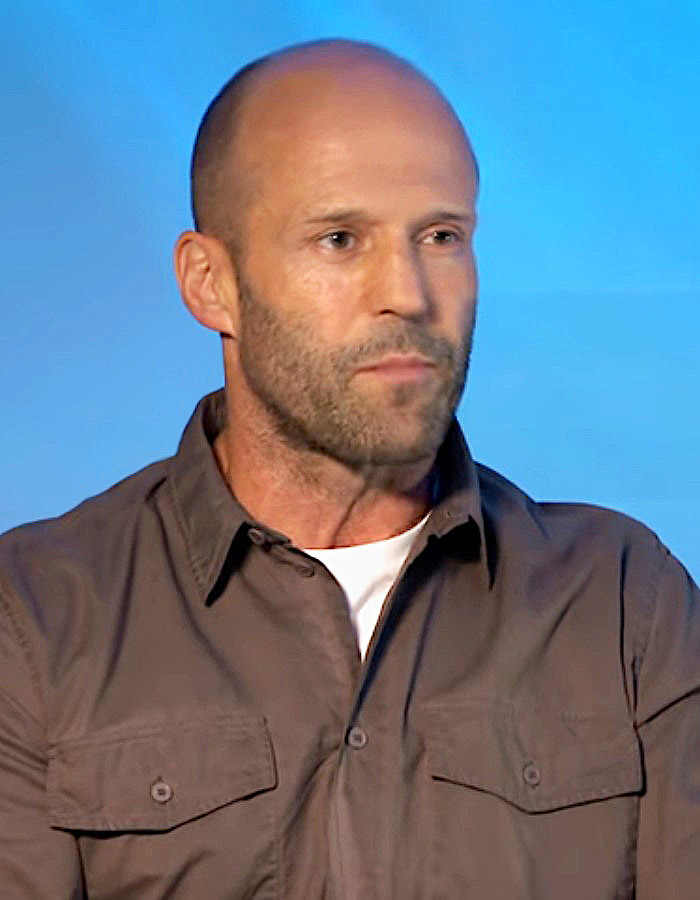
Jason Statham (2018)

Jason Statham [ˈsteɪθəm] (* 26. Juli 1967 in Shirebrook, Derbyshire, England) ist ein britischer Schauspieler.

## Leben
Statham wurde als erster Sohn einer Tänzerin und eines Sängers geboren. Vor seiner Zeit beim Film war er professioneller Wasserspringer und zwölf Jahre lang Mitglied des britischen Nationalkaders. An den Commonwealth Games 1990 nahm er in drei Disziplinen teil und erreichte als beste Platzierung den achten Platz vom Ein-Meter-Brett. Er belegte zwischenzeitlich den zwölften Platz der Weltrangliste. Außerdem war er Model für Werbekampagnen und Darsteller in TV-Spots.
Er lebte sieben Jahre lang mit der britischen Schauspielerin Kelly Brook in Los Angeles zusammen und ist seit 2010 mit dem britischen Model Rosie Huntington-Whiteley liiert. Im Januar 2016 gab das Paar seine Verlobung bekannt. Im Jahre 2017 kam ihr gemeinsamer Sohn zur Welt, 2022 ihre Tochter.

## Werk

### Filmkarriere
Seinen ersten Filmauftritt absolvierte Jason Statham im Jahr 1998 in der Krimikomödie Bube, Dame, König, grAS. Die Modekollektion French Connection, bei welcher der Brite kurz zuvor gearbeitet hatte, war ein Sponsor des Films und hatte Statham dem Regisseur Guy Ritchie vorgeschlagen. Dieser besetzte ihn im Folgenden auch für seine Filme Snatch – Schweine und Diamanten und Revolver. Weitere Beachtung erfuhr Statham durch den Actionfilm The One mit Jet Li in der Hauptrolle.
Den endgültigen Durchbruch im Filmgeschäft erlebte Statham 2002 mit dem Action-Abenteuer The Transporter des Produzenten Luc Besson und des Regisseurs Louis Leterrier. Corey Yuen war Choreograph der aufwändigen Kampfszenen, die Statham mit einer Kombination der Kampfsportkünste Wing Chun, Karate und Kickboxen selbst ausführte. Der Film hat zwei Fortsetzungen mit Statham: Transporter – The Mission (2005) und Transporter 3 (2008). Der Erfolg der Filmserie verschaffte ihm zudem Nebenrollen in The Italian Job – Jagd auf Millionen und Final Call – Wenn er auflegt, muss sie sterben und brachte ihn im Jahr 2007 mit War zurück ins Genre des Martial-Arts-Films, erneut als Filmgegner von Jet Li.
Durch seine physische Präsenz und die neu gewonnene Popularität wurde Jason Statham in den folgenden Jahren zunehmend zum gefragten Hauptdarsteller für Actionfilme und trieb seine Karriere mit Chaos, Crank und Crank 2 weiter voran. Sein Heist-Movie Bank Job wurde vor allem in Großbritannien bekannt; in dem Thriller 13 spielte er an der Seite von Ray Winstone.
Im Jahr 2011 war Jason Statham in drei Actionfilmen in der Hauptrolle zu sehen: Blitz – Cop-Killer vs. Killer-Cop, The Mechanic und Killer Elite.
Statham spielte mit Sylvester Stallone, Bruce Willis, Jet Li, Terry Crews, Mickey Rourke, Dolph Lundgren, Steve Austin, Randy Couture und Arnold Schwarzenegger in dem Film The Expendables eine der Hauptrollen. Ein zweiter Teil erschien 2012, ebenfalls mit Statham in einer Hauptrolle. Der dritte Teil kam im August 2014 in die Kinos.
Im Jahr 2015 übernahm Statham den Part des Haupt-Bösewichtes Deckard Shaw im Film Fast & Furious 7. Im Vorgänger Fast & Furious 6 aus dem Jahr 2013 wurde er in dieser Rolle am Ende des Films kurz eingeführt. Auch im achten Teil, der 2017 erschien, und im 2019 erschienenen Spin-off Fast & Furious: Hobbs & Shaw spielte er die Rolle als Teammitglied.
Gemessen an den Einnahmen an der Kinokasse ist Statham 2024 der mit Abstand erfolgreichste Schauspieler Großbritanniens. Seine Filme haben seit 2000 mehr als sechs Milliarden Dollar eingespielt. Daniel Craig liegt mit seinen James-Bond-Filmen auf Platz zwei.

### Stunts
Statham verfügt über Kenntnisse und Fertigkeiten in mehreren Kampfsportarten und führt die meisten seiner Kampf- und Actionszenen selbst durch. Der Schauspieler kommentiert dies mit den Worten: „Ich würde mich schlecht fühlen, wenn ich als Hauptdarsteller gemütlich in einem Stuhl säße, während ein Stuntman alle ungemütlichen Szenen für mich drehen würde. Für so etwas würde ich keine Lorbeeren bekommen wollen, weil ich nicht dafür geradestehen könnte.“
Für eine Szene des Films The Expendables lehnte er sich während eines Sturzfluges aus der vorderen Luke einer Grumman HU-16 und seilte sich im folgenden Jahr in The Mechanic von einem Hochhaus in New Orleans ab.

### Synchronisation
Jason Statham wurde in den deutschen Versionen seiner Filme von verschiedenen Sprechern synchronisiert, hauptsächlich jedoch von Thomas Nero Wolff und Leon Boden. Seit Bodens Tod 2020 ist Wolff Stathams alleinige deutsche Synchronstimme. In den Filmen Chaos und Revolver wird er von Tom Vogt gesprochen.

## Filmografie

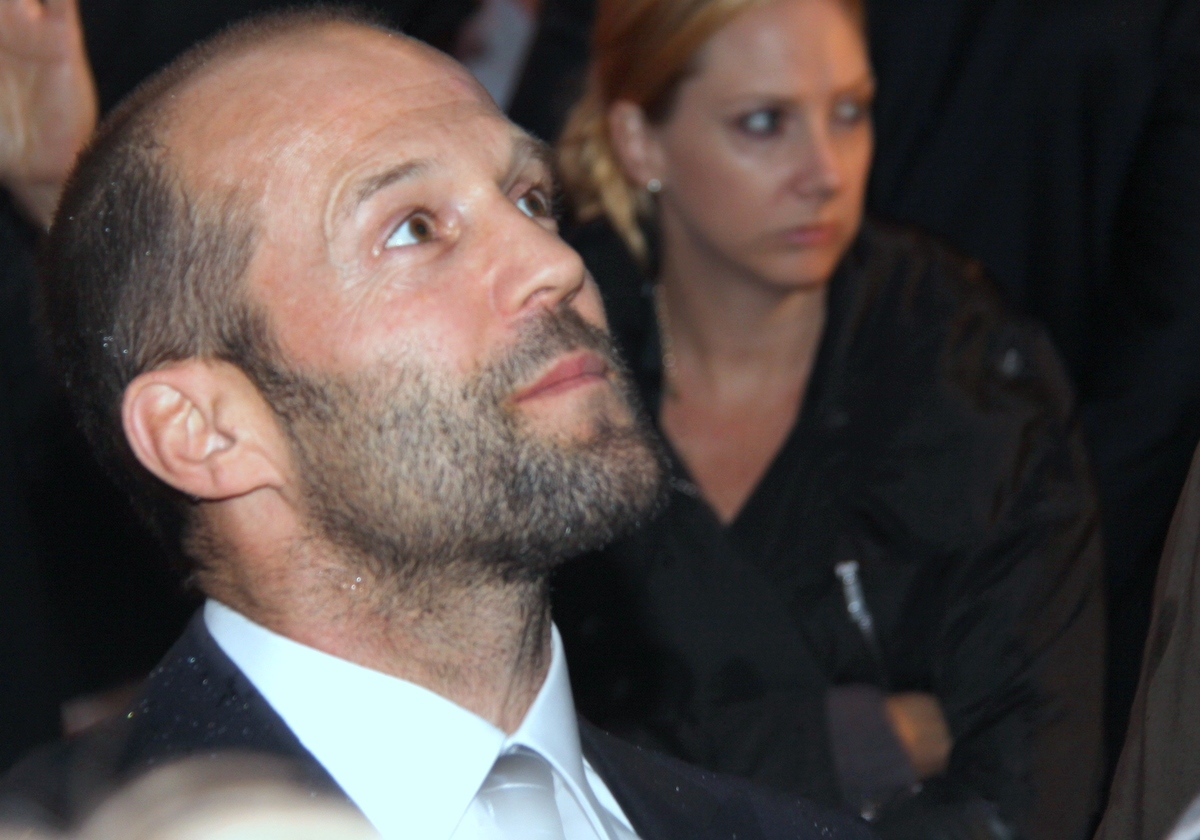
Jason Statham in Berlin am 6. August 2010

- 1998: Bube, Dame, König, grAS (Lock, Stock & Two Smoking Barrels)
- 2000: Ghetto Superstar (Turn It Up)
- 2000: Snatch – Schweine und Diamanten (Snatch)
- 2001: Ghosts of Mars (John Carpenter’s Ghosts of Mars)
- 2001: The One
- 2001: Mean Machine – Die Kampfmaschine (Mean Machine)
- 2002: The Transporter (Le Transporteur)
- 2003: The Italian Job – Jagd auf Millionen (The Italian Job)
- 2004: Final Call – Wenn er auflegt, muss sie sterben (Cellular)
- 2004: Collateral
- 2005: Transporter – The Mission (Le Transporteur II)
- 2005: London – Liebe des Lebens? (London)
- 2005: Revolver
- 2005: Chaos
- 2006: Der rosarote Panther (The Pink Panther)
- 2006: Crank
- 2007: Schwerter des Königs – Dungeon Siege (In the Name of the King: A Dungeon Siege Tale)
- 2007: War
- 2008: Bank Job (The Bank Job)
- 2008: Death Race
- 2008: Transporter 3
- 2009: Crank 2: High Voltage (Crank: High Voltage)
- 2010: The Expendables
- 2010: 13
- 2011: Gnomeo und Julia (Gnomeo and Juliet, Stimme von Tybalt)
- 2011: The Mechanic
- 2011: Blitz – Cop-Killer vs. Killer-Cop (Blitz)
- 2011: Killer Elite
- 2012: Safe – Todsicher (Safe)
- 2012: The Expendables 2
- 2013: Parker
- 2013: Fast & Furious 6
- 2013: Redemption – Stunde der Vergeltung (Hummingbird)
- 2013: Homefront
- 2014: The Expendables 3
- 2015: Wild Card
- 2015: Fast & Furious 7 (Furious 7)
- 2015: Spy – Susan Cooper Undercover (Spy)
- 2016: Mechanic: Resurrection
- 2017: Fast & Furious 8 (The Fate of the Furious)
- 2018: Meg (The Meg)
- 2019: Fast & Furious: Hobbs & Shaw (Fast & Furious Presents: Hobbs & Shaw, auch Produzent)
- 2021: Cash Truck (Wrath of Man)
- 2021: Fast & Furious 9 (F9)
- 2023: Operation Fortune (Operation Fortune: Ruse de Guerre)
- 2023: Fast & Furious 10 (Fast X)
- 2023: Meg 2: Die Tiefe (Meg 2: The Trench)
- 2023: The Expendables 4 (Expend4bles, auch Produzent)
- 2024: The Beekeeper (auch Produzent)
- 2025: A Working Man (auch Produzent)